# Châteauneuf-d'Oze
Pour les articles homonymes, voir Châteauneuf.
Châteauneuf-d'Oze est une commune française située dans le département des Hautes-Alpes, en région Provence-Alpes-Côte d'Azur.

## Géographie

### Climat
Pour des articles plus généraux, voir Climat de Provence-Alpes-Côte d'Azur et Climat des Hautes-Alpes.
En 2010, le climat de la commune est de type climat méditerranéen altéré, selon une étude du Centre national de la recherche scientifique s'appuyant sur une série de données couvrant la période 1971-2000. En 2020, Météo-France publie une typologie des climats de la France métropolitaine dans laquelle la commune est exposée à un climat de montagne ou de marges de montagne et est dans la région climatique Alpes du sud, caractérisée par une pluviométrie annuelle de 850 à 1 000 mm, minimale en été.
Pour la période 1971-2000, la température annuelle moyenne est de 8,9 °C, avec une amplitude thermique annuelle de 16,8 °C. Le cumul annuel moyen de précipitations est de 1 013 mm, avec 7,7 jours de précipitations en janvier et 5,4 jours en juillet. Pour la période 1991-2020, la température moyenne annuelle observée sur la station météorologique de Météo-France la plus proche, « Le Saix », sur la commune du Saix à 5 km à vol d'oiseau, est de 10,2 °C et le cumul annuel moyen de précipitations est de 865,4 mm. 
La température maximale relevée sur cette station est de 39,3 °C, atteinte le 23 août 2023 ; la température minimale est de −19 °C, atteinte le 7 février 2012,,.
Les paramètres climatiques de la commune ont été estimés pour le milieu du siècle (2041-2070) selon différents scénarios d'émission de gaz à effet de serre à partir des nouvelles projections climatiques de référence DRIAS-2020. Ils sont consultables sur un site dédié publié par Météo-France en novembre 2022.

## Urbanisme

### Typologie
Au 1er janvier 2024, Châteauneuf-d'Oze est catégorisée commune rurale à habitat très dispersé, selon la nouvelle grille communale de densité à 7 niveaux définie par l'Insee en 2022.
Elle est située hors unité urbaine. Par ailleurs la commune fait partie de l'aire d'attraction de Gap, dont elle est une commune de la couronne,. Cette aire, qui regroupe 73 communes, est catégorisée dans les aires de 50 000 à moins de 200 000 habitants,.

### Occupation des sols
L'occupation des sols de la commune, telle qu'elle ressort de la base de données européenne d’occupation biophysique des sols Corine Land Cover (CLC), est marquée par l'importance des forêts et milieux semi-naturels (94,8 % en 2018), une proportion sensiblement équivalente à celle de 1990 (94,4 %). La répartition détaillée en 2018 est la suivante : 
forêts (55,1 %), milieux à végétation arbustive et/ou herbacée (22,7 %), espaces ouverts, sans ou avec peu de végétation (17 %), zones agricoles hétérogènes (5,2 %).
L'évolution de l’occupation des sols de la commune et de ses infrastructures peut être observée sur les différentes représentations cartographiques du territoire : la carte de Cassini (XVIIIe siècle), la carte d'état-major (1820-1866) et les cartes ou photos aériennes de l'IGN pour la période actuelle (1950 à aujourd'hui).

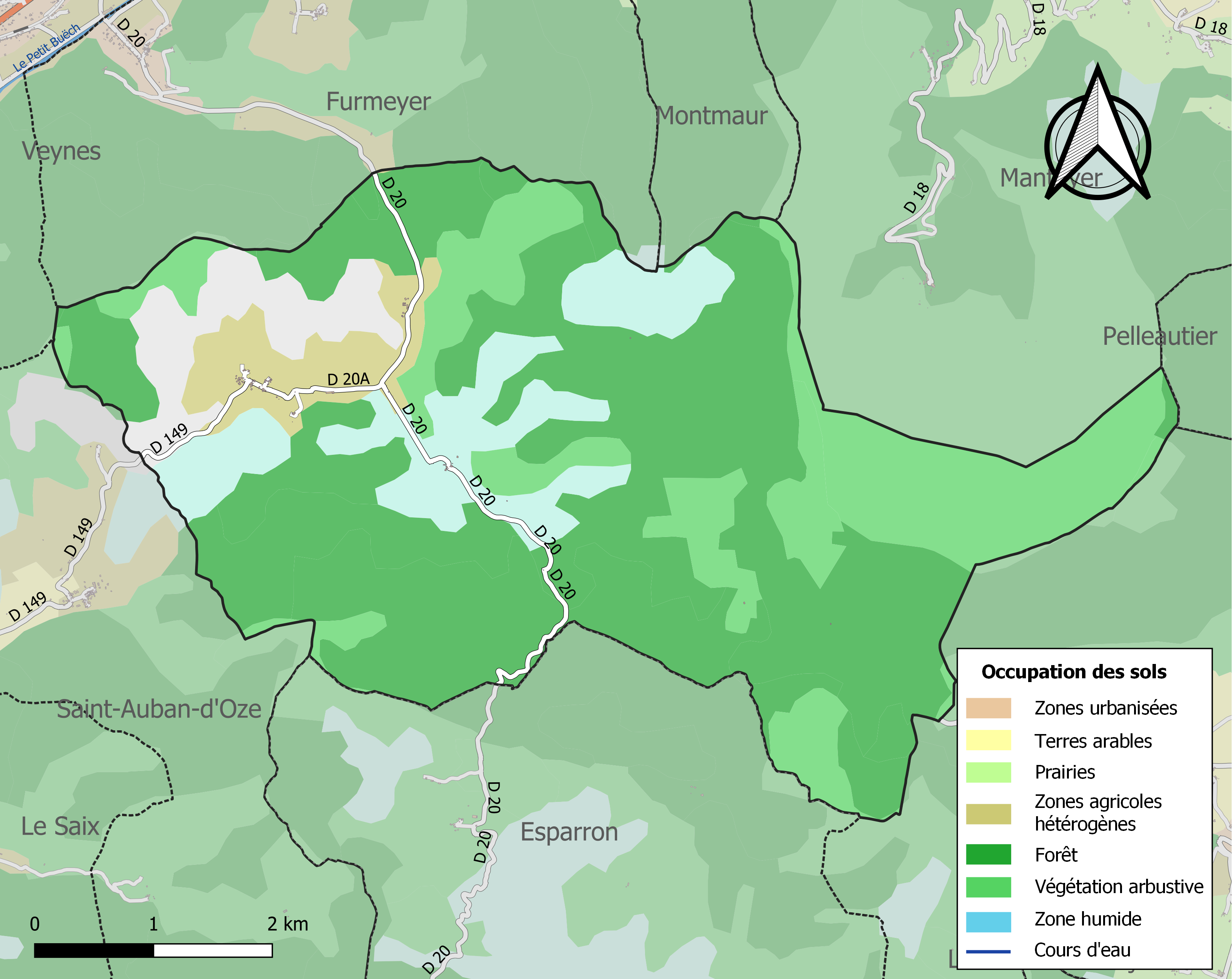
Carte de l'occupation des sols de la commune en 2018 (CLC).

## Toponymie
Le nom de la localité est attesté sous les formes de Castrum Novum dès 1307, Chasteauneuf vallée d'Oze en 1516. Oze permet de différencier ce lieu des autres « châteaux neufs » de la région.
Chastenòu d'Oza en occitan haut-alpin.

## Politique et administration

### Administration municipale
| Période                                  | Période   | Identité            | Étiquette | Qualité           |
| ---------------------------------------- | --------- | ------------------- | --------- | ----------------- |
| Les données manquantes sont à compléter. |           |                     |           |                   |
| avant 1988                               | ?         | Pierre Garcin       | PS        |                   |
| mars 2001                                | mars 2008 | Michel Garcin       |           |                   |
| mars 2008                                | En cours  | Monique Barthelemy, |           | Ancienne employée |

### Intercommunalité
La commune fait partie de la communauté de communes Buëch Dévoluy.

## Démographie
L'évolution du nombre d'habitants est connue à travers les recensements de la population effectués dans la commune depuis 1793. Pour les communes de moins de 10 000 habitants, une enquête de recensement portant sur toute la population est réalisée tous les cinq ans, les populations de référence des années intermédiaires étant quant à elles estimées par interpolation ou extrapolation. Pour la commune, le premier recensement exhaustif entrant dans le cadre du nouveau dispositif a été réalisé en 2006.

En 2022, la commune comptait 30 habitants, en évolution de +7,14 % par rapport à 2016 (Hautes-Alpes : +0,4 %, France hors Mayotte : +2,11 %).
| 1793 | 1800 | 1806 | 1821 | 1831 | 1836 | 1841 | 1846 | 1851 |
| ---- | ---- | ---- | ---- | ---- | ---- | ---- | ---- | ---- |
| 121  | 122  | 151  | 138  | 150  | 144  | 136  | 139  | 118  |

| 1856 | 1861 | 1866 | 1872 | 1876 | 1881 | 1886 | 1891 | 1896 |
| ---- | ---- | ---- | ---- | ---- | ---- | ---- | ---- | ---- |
| 107  | 109  | 118  | 119  | 111  | 116  | 99   | 98   | 88   |

| 1901 | 1906 | 1911 | 1921 | 1926 | 1931 | 1936 | 1946 | 1954 |
| ---- | ---- | ---- | ---- | ---- | ---- | ---- | ---- | ---- |
| 87   | 130  | 103  | 77   | 78   | 73   | 76   | 80   | 68   |

| 1962 | 1968 | 1975 | 1982 | 1990 | 1999 | 2006 | 2011 | 2016 |
| ---- | ---- | ---- | ---- | ---- | ---- | ---- | ---- | ---- |
| 44   | 28   | 18   | 26   | 24   | 14   | 27   | 26   | 28   |

| 2021 | 2022 | - | - | - | - | - | - | - |
| ---- | ---- | - | - | - | - | - | - | - |
| 30   | 30   | - | - | - | - | - | - | - |

## Lieux et monuments
- Église de l'Assomption de Châteauneuf-d'Oze.